# Deadwater Ait

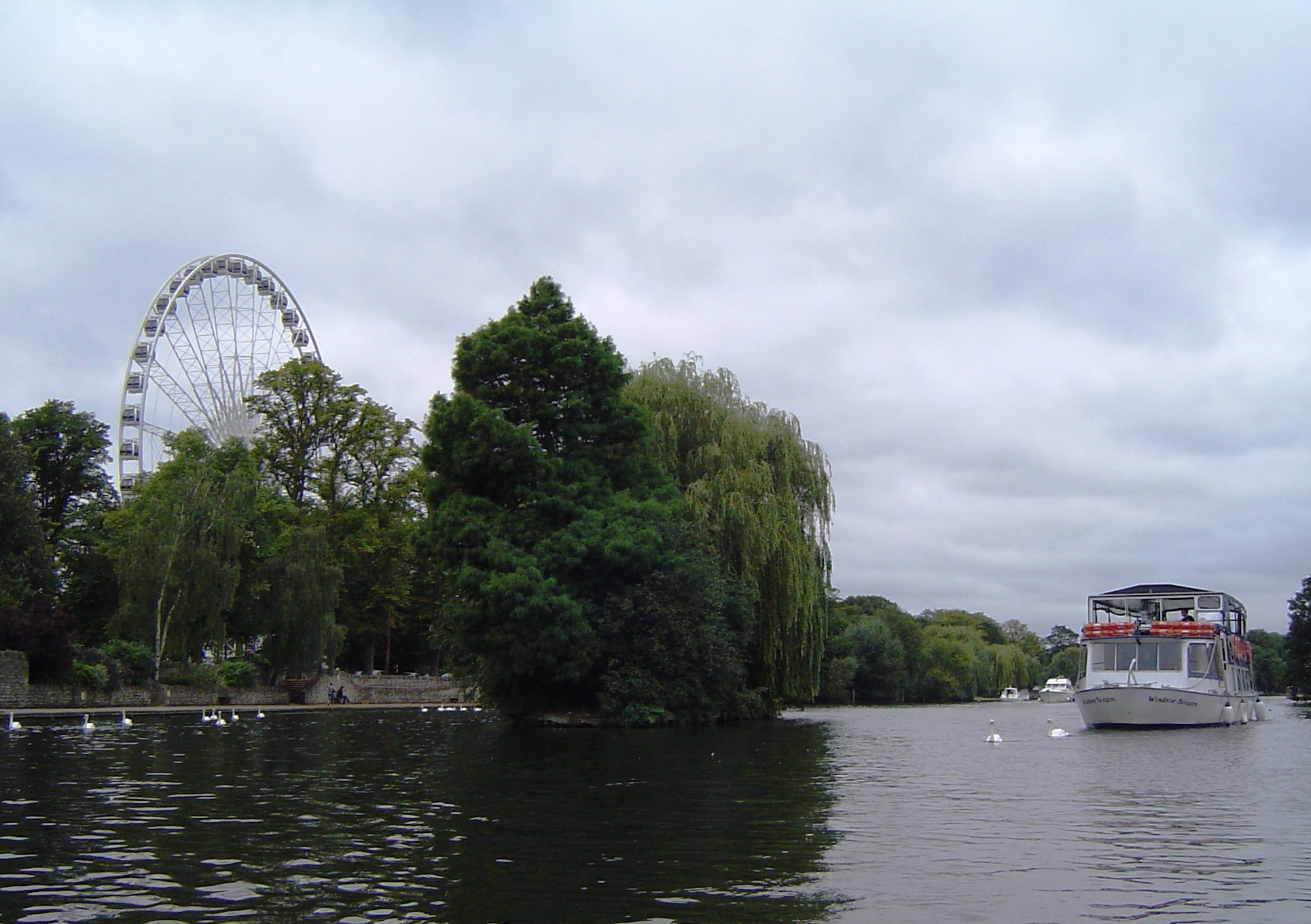
Deadwater Ait, River Thames, Windsor (2018)

Deadwater Ait ist eine Insel in der Themse flussaufwärts des Romney Lock, bei Windsor, Berkshire, England.